# هنري ر. ستورس
هنري ر. ستورس هو قاضي ومحامي وسياسي أمريكي، ولد في 3 سبتمبر 1787 في ميدلتاون في الولايات المتحدة، وتوفي في 29 يوليو 1837 في نيو هيفن في الولايات المتحدة. انتخب عضو مجلس النواب الأمريكي ‏.